# William Michaels
William Mayes «Bill» Michaels (Alcoa, Tennessee, 13 de julio de 1876-1934) fue un boxeador estadounidense. Obtuvo una medalla de bronce en la categoría de peso pesado durante los Juegos Olímpicos de San Luis 1904. 